# Bryan Patterson (Squashspieler)
Bryan Patterson (* 1945 oder 1946) ist ein ehemaliger englischer Squashspieler.

## Karriere
Bryan Patterson war in den 1970er- und 1980er-Jahren als Squashspieler aktiv und erreichte im Januar 1978 mit Rang 23 seine höchste Platzierung in der Weltrangliste. 1974 wurde er Profi und war eines der Gründungsmitglieder der International Squash Players Association, der heutigen Professional Squash Association.
Mit der britischen Nationalmannschaft wurde er 1973 Vizeweltmeister. Er kam in den insgesamt vier Begegnungen einmal zum Einsatz und gewann seine Partie gegen die US-amerikanische Mannschaft. Mit der nunmehr englischen Nationalmannschaft wurde er bei der Europameisterschaft im selben Jahr Europameister. Von 1976 bis 1981 stand er dreimal im Hauptfeld der Einzelweltmeisterschaft. Sein bestes Abschneiden war dabei das Erreichen der zweiten Runde 1979. Dort unterlag er Gogi Alauddin.
Nach seiner aktiven Karriere war Patterson vor allem als Trainer in den Vereinigten Staaten tätig.

## Erfolge
- Vizeweltmeister mit der Mannschaft: 1973
- Europameister mit der Mannschaft: 1973